# Les Cunyes d'Aulà
Les Cunyes d'Aulà és una serra situada entre els municipis d'Alt Àneu a la comarca del Pallars Sobirà i l'Arieja a França, amb una elevació màxima de 2.505 metres.